# Julius von Eckardt
Julius von Eckardt, född 20 juli 1836 i Wolmar, död 20 januari 1908 i Weimar, var en tysk-baltisk diplomat, författare och journalist.
Eckhardt var konsistorienotarie i Riga 1860-1867, utgav tillsammans med Bärens Rigasche Zeitung, det tysk-baltiska enhetspartiets huvudorgan, men måste 1867 fly till Tyskland. 1867-70 var han medredaktör i den moderat-liberala tidskriften Die Grenzboten samt 1870-1874 utgivare av Hamburgischer Correspondent och Hamburgische Börsenhalle. Eckardt var senatssekreterare i Hamburg 1874-1882, men tvingades efter rysk påtryckninga att avgå, och trädde 1884 i tysk utrikestjänst, och var bland annat generalkonsul i Stockholm 1892-1897, i Basel 1897-1900 och i Zürich 1900-1907. Bland von Eckardts många skrifter märks de mot förryskningsplanerna i Östersjöprovinserna riktade Die baltischen Provinzen Russlands (1868) och Livland im 18. Jahrhundert (1876), samt Lebenserinnerungen (2 band, 1910) och Aus den Tagen von Bismarcks Kampf gegen Caprivi (1920).